# República Centro-Africana nos Jogos Olímpicos de Verão de 2012
A República Centro-Africana competiu nos Jogos Olímpicos de Verão de 2012, que aconteceram na cidade de Londres, no Reino Unido, de 27 de julho até 12 de agosto de 2012.

## Desempenho

### Atletismo
Masculino
| Béranger Aymard Bosse | 100 m | 10s55 Q | 1º/bat. 3 | 10s55 | 7º/bat. 3 | Não avançou | Não avançou | Não avançou | Não avançou | Não avançou | Não avançou |

### Natação
Masculino
| Atletas          | Evento     | Eliminatórias | Eliminatórias | Semifinal   | Semifinal   | Final       | Final       |
| Atletas          | Evento     | Tempo         | Posição       | Tempo       | Posição     | Tempo       | Posição     |
| ---------------- | ---------- | ------------- | ------------- | ----------- | ----------- | ----------- | ----------- |
| Christian Nassif | 50 m livre | 28.04         | 55º           | Não avançou | Não avançou | Não avançou | Não avançou |